# 1027 (عدد)
1027 هو عدد صحيح، يلي العدد 1026 وويسبق العدد 1028.

## في الرياضيات

### خصائص
- عدد طبيعي.[3]
- عدد فردي.[4][5]
- عدد موجب،[6] السالب منه هو -1027.[7]

## في التاريخ
- 1027 هـ هي سنة في التقويم الهجري.
- هي سنة 1027 م في التقويم الميلادي.

## وصلات خارجية
الأعداد الصاتمة، ديوان اللغة العربية.